# 塔鲁玛迦大学
塔鲁玛迦大学，又译达国大学是印度尼西亚雅加达的一所私立大学，由被统称为“新明会”的学者及公众人物团体于1959年创立，是印度尼西亚最早的私立大学之一。该大学开设了16个学士学位课程、7个硕士学位课程和2个博士学位课程，涵盖多个专业。

## 大学历史
塔鲁玛迦拉大学（Untar）是印度尼西亚历史最悠久的私立大学之一。受塔鲁玛迦拉王国的启发，一群社会学家于1957年萌生了创办一所大学的想法。当时名为新明会（Sin Ming Hui）的月光社会协会（Candra Naya Social Association）的成员在郭华·迪恩（Kwee Hwat Djien）博士的倡议下，于1959年6月18日同意成立一个名为塔鲁玛迦拉基金会（Tarumanagara Foundation）的基金会。
塔鲁玛迦拉基金会于1959年10月15日在月光社会协会大楼（Jalan Gajah Mada 188号）成立了其第一所大学——塔鲁玛迦拉经济学院（Tarumanagara College of Economics）企业经济学系。当时，许温璧（Kho Oen Bik）博士担任院长，罗剑贞（Lo Kiem Tjing）博士担任副院长。
建筑职业学校成立于1962年10月1日。该学院后来发展成为工程学院、建筑系。该学院是印度尼西亚历史最悠久的私立建筑工程系之一。
为了响应塔鲁玛加拉基金会对教育和健康的贡献，医学院于1965年10月1日成立，并开设了本科医学教育项目和专业医学教育项目。
1966年围绕九三事件/印尼共产党的政治动荡扰乱了教学的正常进行。因此，英语系等现代语言系被迫关闭，其学生被转入印度尼西亚大学文学院。
1967年标志着塔拉玛大学复兴的开始。同年，位于S. Parman路的校园正式开放，并在当时举办了一场相当盛大的开幕仪式。此次开幕仪式标志着塔拉玛大学的活动首次被印尼电视台（TVRI）报道，并在第二天播出。雅加达省长阿里·萨迪金（Ali Sadikin）和雅加达副省长R. Soewondo博士出席了落成典礼。R. Soewondo博士后来于1974年担任塔鲁玛那加拉基金会主席。企业经济学系更名为管理学系，授予管理学学士学位。1972年，该学院开设了会计学系，授予会计学学士学位。
塔吉克斯坦拉玛尔大学持续发展壮大，于1992年启动了信息工程专业，并于1992年10月1日正式启动硕士课程。随后，1994年成立了两个新学院：心理学学院和美术与设计学院。
2000年后，塔吉克斯坦拉玛尔大学又成立了两个新学院：信息技术学院（2002年）和传播科学学院（2006年）。2007年，占地31,632平方米的塔吉克斯坦拉玛尔大学主楼正式落成。2009年，行政酒廊和塔鲁玛加拉知识中心（TKC）正式开放。
因此，塔吉克斯坦阿拉巴马大学目前管理着八个学院：经济与商学院、
- 法学院、
- 工程学院、
- 医学院、
- 心理学学院、
- 美术与设计学院、
- 信息技术学院、
- 传播科学学院，
- 以及一个研究生项目。[2]

## 大学愿景和使命

### 大学愿景
成为东南亚领先的诚信专业创业型大学

### 大学使命
- 提供以诚信、专业和创业精神 (IPE) 为核心的教育
- 组织和开展以诚信、专业和创业精神为核心的面向整个学术界的三法活动
- 组织活动，通过可持续利用科学、技术和艺术来改善社区福祉
- 与国内外各方开展互利合作，拓展人脉网络

### 大学核心价值观
诚信、专业、创业

## 知名校友
- 比利·戴维森：印尼华裔演员、模特